# 猴山水库
猴山水库位于辽宁省绥中县范家满族乡薛家村赵家店屯北的狗河中游。总库容约1.6亿立方米。坝高51.6米。主要为绥中滨海经济带年供水2828万立方米。万年一遇洪水校核。

## 历史
1959年7月22日，建设中的绥中县共青团水库（猴山水库）遭遇超标准洪水漫坝失事。当日降水427mm，洪量1.44亿立米，是当时库容的4倍。
2013年9月开始水库大坝建设。总投资为16亿元。2018年9月18日下闸蓄水。 